# Спящая красавица (серия романов)
«Спящая красавица» (англ. The Sleeping Beauty) — серия романов писательницы Энн Райс, опубликованная ей под псевдонимом А. Н. Рокело́р (A. N. Roquelaure). В серию входят книги The Claiming of Sleeping Beauty, Beauty’s Punishment, Beauty’s Release и Beauty's Kingdom, вышедшие в 1983, 1984, 1985 и 2015 годах соответственно в США. Произведения представляют собой эротические БДСМ-романы и повествуют о фантастическом средневековом мире, основываясь на сказке о Спящей красавице. В центре сюжета — сексуальные похождения главной героини Красавицы и её любовников Алекси, Тристана и Лорана. Трилогия стала бестселлером, повторив коммерческий успех первой книги Райс «Интервью с вампиром».

## История создания
После успеха своего дебютного романа 1976 года «Интервью с вампиром» Энн Райс опубликовала два исторических произведения, «Праздник всех святых» и «Плач к небесам». Ни один из них не получил со стороны широкой публики и профессиональных критиков таких высоких отзывов, как «Интервью с вампиром». В «Празднике всех святых» в основном критиковали «тяжесть» текста, а «Плач к небесам» получил в целом отрицательные отзывы.
После этого у Райс возникла идея написать произведение в жанре эротики, которую она изучала в 1960-х. Она сказала, что хотела «создать книгу, в которой вам не нужно отмечать горячие страницы» и «убрать всё лишнее, насколько это возможно в повествовании».
Трилогия была написана в 1980-х годах, когда многие феминистки осудили порнографию как нарушение прав женщин, но Райс, будучи уверенной, что женщины могут читать и писать всё, что им хочется, опубликовала серию как своё политическое заявление. Для публикации она взяла себе псевдоним «А. Н. Рокелор» — от французского слова, обозначающего мужской плащ, который носили европейские мужчины в XVIII веке.
Автор предала огласке своё подлинное имя лишь в 1990-х годах.

## Темы
Сказка о Спящей красавице была проанализирована многими фольклористами и другими учёными, некоторые из которых усмотрели в ней эротический подтекст. В некоторых версиях Красавицу насилуют, после чего она беременеет, и пробуждается лишь после рождения ребёнка. Детский психолог Бруно Беттельгейм отметил, что сказка «изобилует фрейдистским символизмом». Теоретики феминизма обращали внимание на пассивное сексуальное положение Красавицы при пробуждении.
Райс переработала такие символические сексуальные элементы, как пассивное сексуальное пробуждение и изнасилование, вызывающие критику у феминистов, переписав их в явно садомазохистскую эротику. Благодаря использованию мужских персонажей Алекси, Тристана и Лорана, подчиняющихся Красавице, Райс удалось уйти от уравнения женского пола и мазохизма.
Другое отличие от сказки состоит в том, что Красавице в трилогии предстоит пройти тяжелые испытания после её подобного коме сна. В произведении Райс сюжет заканчивается патриархальным браком Красавицы и Лорана. В 1994 году в своём исследовании для книги Feminist Review профессор Университета имени Бен-Гуриона Амалия Зив высказала мнение, что трилогия — «определённо комедия по сравнению с такими тяжёлыми БДСМ-произведениями, как „История О“, и, как и все комедии, она заканчивается замужеством».

## Публикация
Трилогия стала коммерчески успешной, получив статус бестселлера и повторив коммерческий успех первой книги Райс «Интервью с вампиром». Энн Райс смогла опубликовать своё следующее эротическое произведение, «Врата в рай», за которое получила аванс 35 000 долларов от издательства Arbor House.
Встречались утверждения, что Райс практикует БДСМ в реальной жизни, но её муж Стэн Райс сказал, что «она не больше садомазохист, чем вампир». Несмотря на то, что книги серии получили широкую популярность у членов БДСМ-сообщества, писательница отказалась встретиться с ними, так как, по её словам, она окончила серию после общения с этими людьми, почувствовав моральное отвращение к ним.
В 1996 году директор городской библиотеки Колумбуса объявил, что «Спящая красавица» относится к порнографическому хардкору, и велел удалить все копии книг трилогии и аудиокассеты с их прочтением из библиотеки. Райс возразила ему, сказав,  что трилогия является «элегантно чувственной». Американская библиотечная ассоциация включила серию в список 100 наиболее часто оспариваемых книг, поставив её на 55-е место.

## Аудиокниги
В 1994 году первая часть трилогии — The Claiming of Sleeping Beauty — в сокращённом виде вышла в аудиоверсии. Красавицу озвучила актриса Эми Бреннеман. В Beauty’s Punishment Бреннеман заменила актриса Элизабет Монтгомери, известная благодаря роли в комедии «Моя жена меня приворожила», Майкл Даймонд озвучил Тристана. Также вышла на аудиокнига Beauty’s Release, вновь с Монтгомери в главной роли.